# António Teixeira Lopes
António Teixeira Lopes GCSE (Vila Nova de Gaia, 27 de outubro de 1866 – São Mamede de Ribatua, Alijó, 21 de junho de 1942) foi um escultor português.

## Biografia

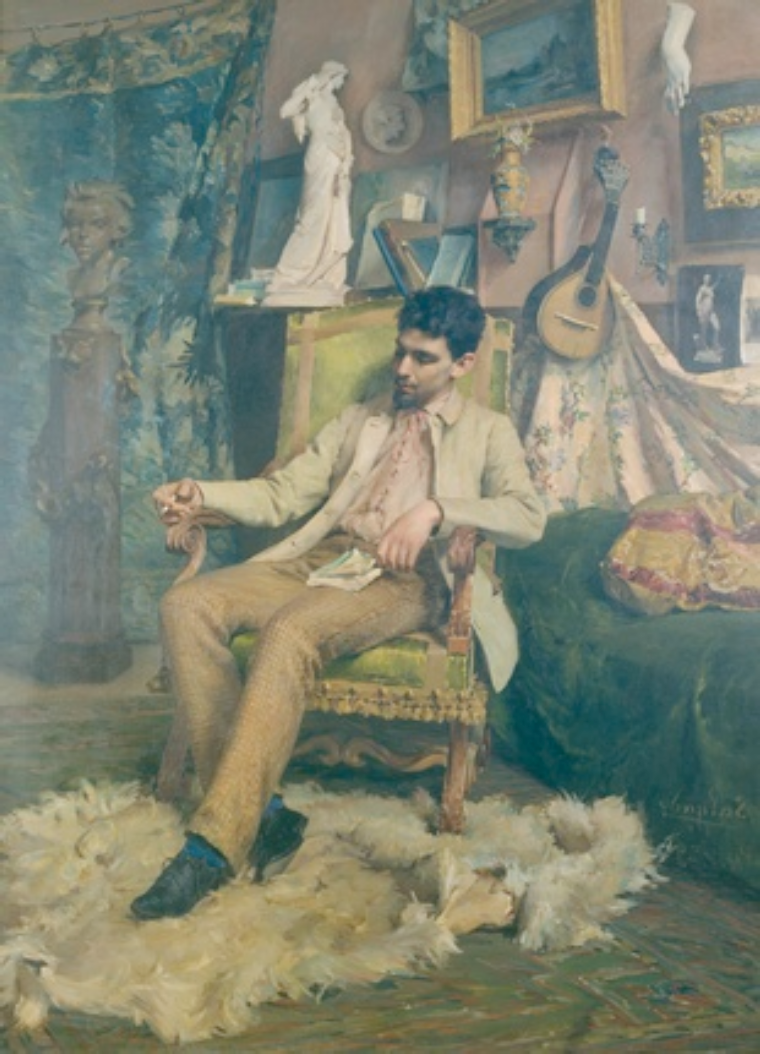
Retrato de Teixeira Lopes, no seu atelier em Paris, Rue Denfert Rocheraux (1889), Veloso Salgado (Casa-Museu Teixeira Lopes)

António Teixeira Lopes era filho do escultor José Joaquim Teixeira Lopes e de Raquel Pereira de Meireles; irmão do arquiteto José Teixeira Lopes, seu colaborador em muitos trabalhos e na construção da sua grande casa.
Iniciou a aprendizagem de escultura na oficina de seu pai em 1881. Em 1882 ingressou na Academia Portuense de Belas-Artes, onde foi aluno de Soares dos Reis e Marques de Oliveira.
Em 1885, quando frequentava o terceiro ano do curso, foi para Paris completar os estudos. Ingressou na École des Beaux-Arts, onde teve como orientadores Gauthier e Berthet, obtendo vários prémios. Nos anos seguintes continuou a apresentar trabalhos em exposições (em Portugal e França).
Fez parte da Maçonaria, tendo sido iniciado em 1898 na Loja Ave Labor do Grande Oriente Lusitano Unido, com o nome simbólico de Rude.
Entre 1899 e 1904 executou obras de particular relevo: monumento fúnebre de Oliveira Martins; A História (Cemitério dos Prazeres, Lisboa); monumento em homenagem ao horticultor e floricultor José Marques Loureiro (Jardim da Cordoaria, Porto); monumento de Eça de Queiroz, 1903 (Largo Barão de Quintela, Lisboa, 1907).
Em 1900 participou na Exposição Universal de Paris, tendo obtido um Grand Prix e a condecoração de Cavaleiro da Legião de Honra. Esse sucesso consolidou a sua posição e, em 1901, assumiu o lugar de professor de escultura da Academia Portuense de Belas-Artes, que manteve até 1936 (ano da sua jubilação).
Em 1895, com projeto do seu irmão, construiu o seu ateliê na Rua do Marquês de Sá da Bandeira, em Vila Nova de Gaia, onde hoje é a Casa-Museu Teixeira Lopes e onde se preserva uma parte significativa da sua obra.
António Teixeira Lopes é o autor das imponentes portas de bronze da Igreja da Candelária, na cidade do Rio de Janeiro (1901); também do monumento onde repousam os restos mortais de Bento Gonçalves da Silva, na praça Tamandaré, em Rio Grande.
A 5 de outubro de 1934, foi agraciado com o grau de Grã-Cruz da Ordem Militar de Sant'Iago da Espada.

## Vida pessoal
António Teixeira Lopes passava grandes temporadas na aldeia onde nasceram seus pais, São Mamede de Ribatua, em plena região do Alto Douro Vinhateiro. Aí juntamente com os seus pais e irmãos, foi um dos fundadores da Quinta Vila Rachel, propriedade esta produtora de vinhos e azeites de elevada qualidade, ainda em actividade nos dias que correm pelas mãos dos seus descendentes.

## Algumas obras

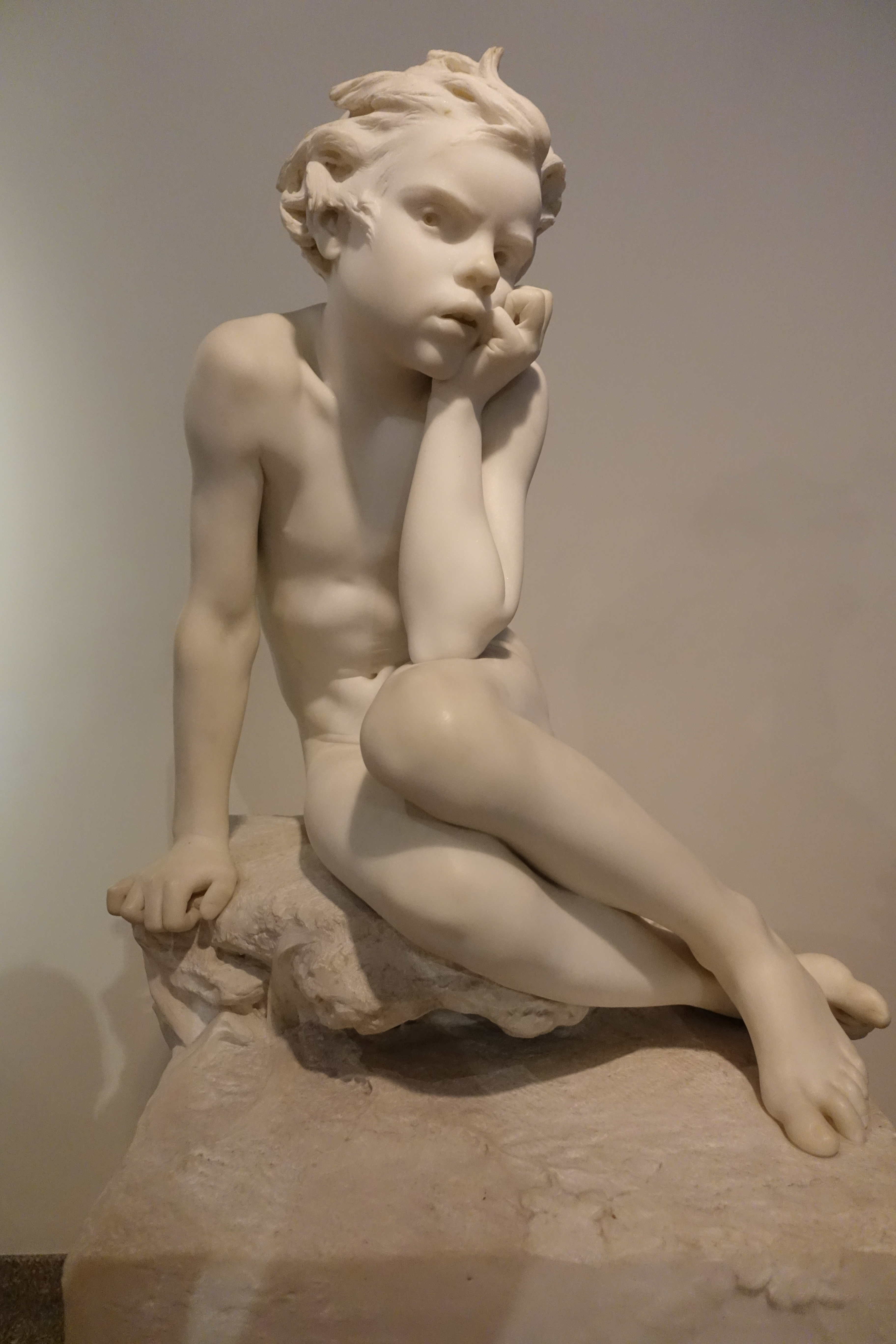
Infância de Caim, 1890, mármore (Museu Nacional de Soares dos Reis, no Porto)
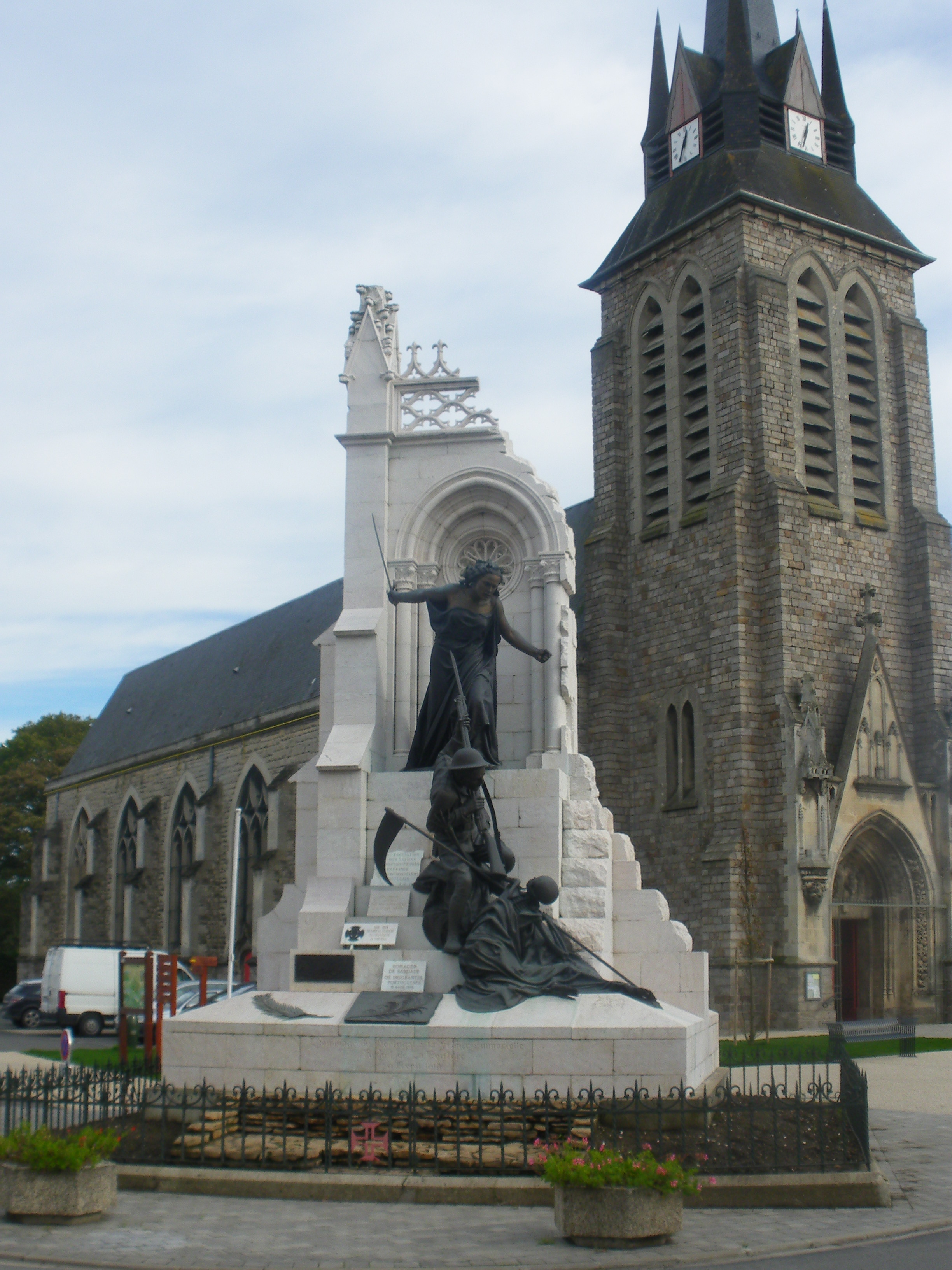
Monumento aos Militares Portugueses Mortos na I Guerra Mundial, 1928, bronze (La Couture, França)
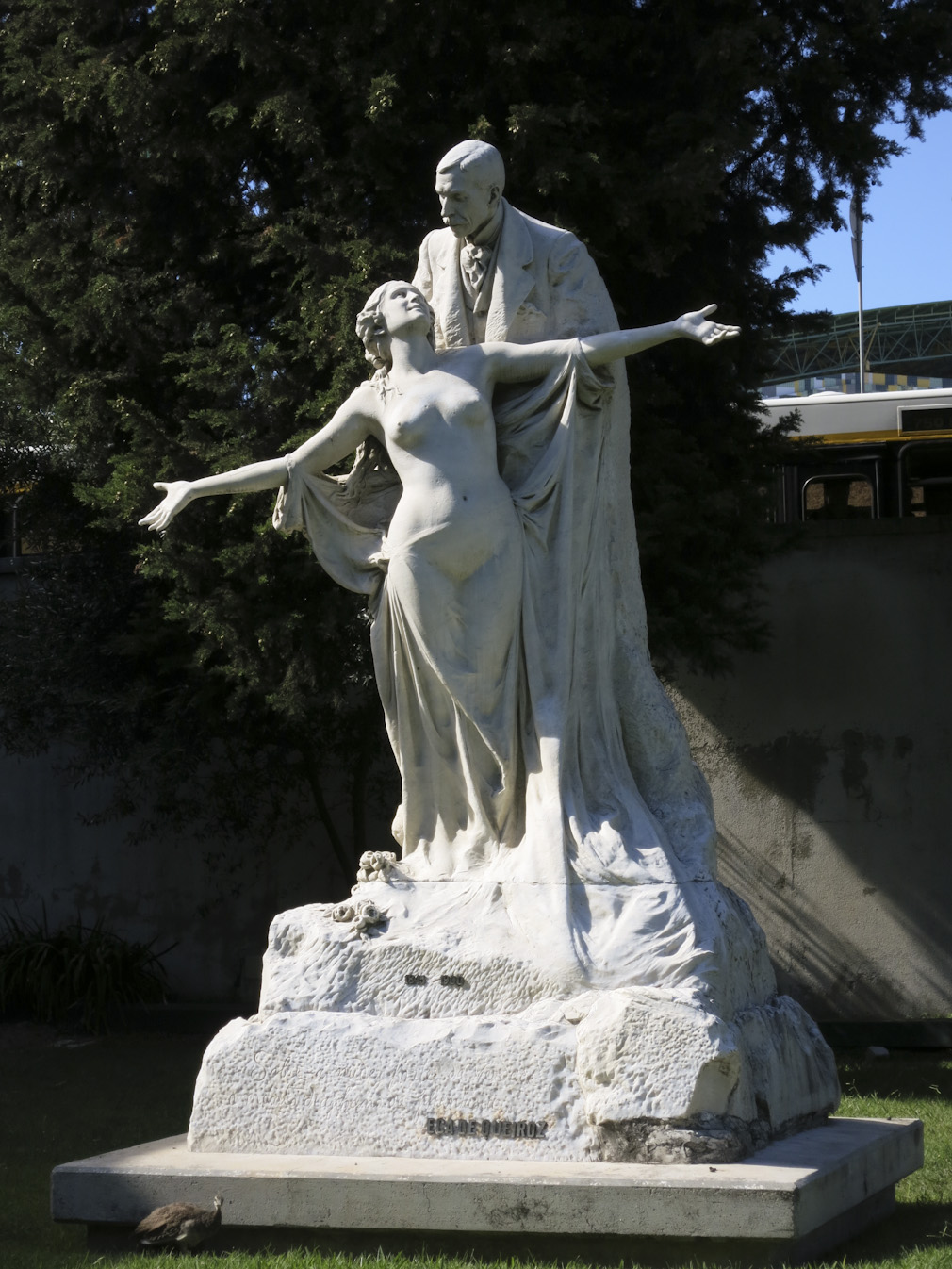
Monumento a Eça de Queiroz, 1903 (Museu da Cidade, Lisboa)
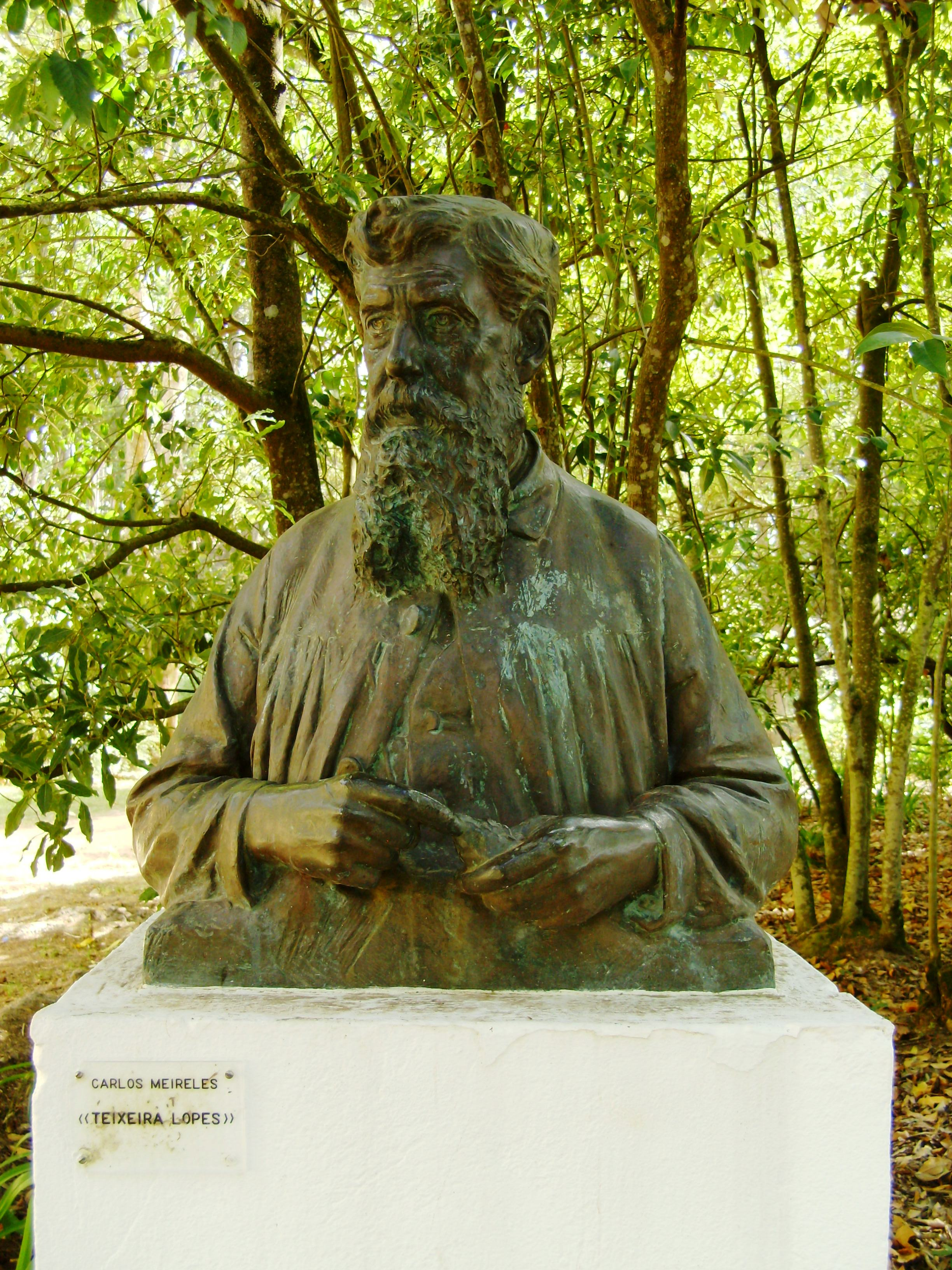
Carlos Meireles, bronze, Parque D. Carlos I, Caldas da Rainha
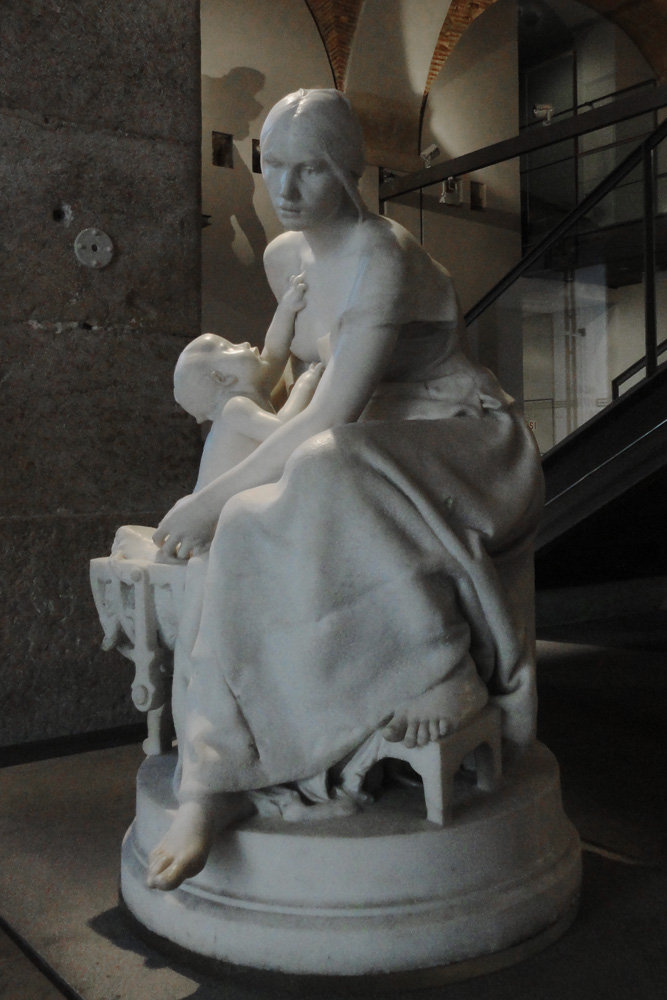
A viúva, 1893, mármore (Museu do Chiado, Lisboa)
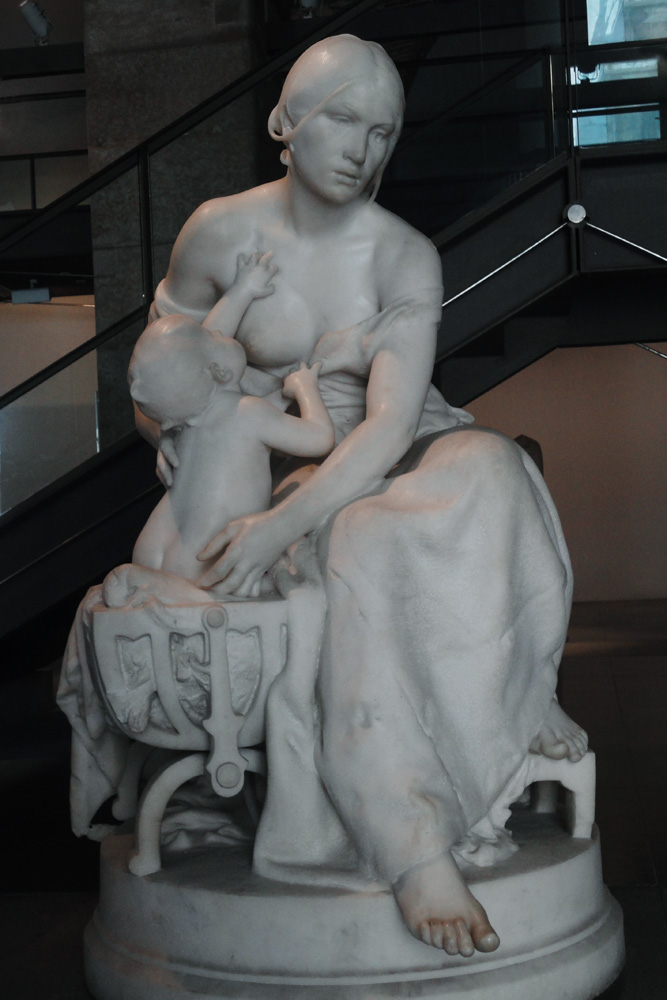
A viúva, 1893, mármore (Museu do Chiado, Lisboa)
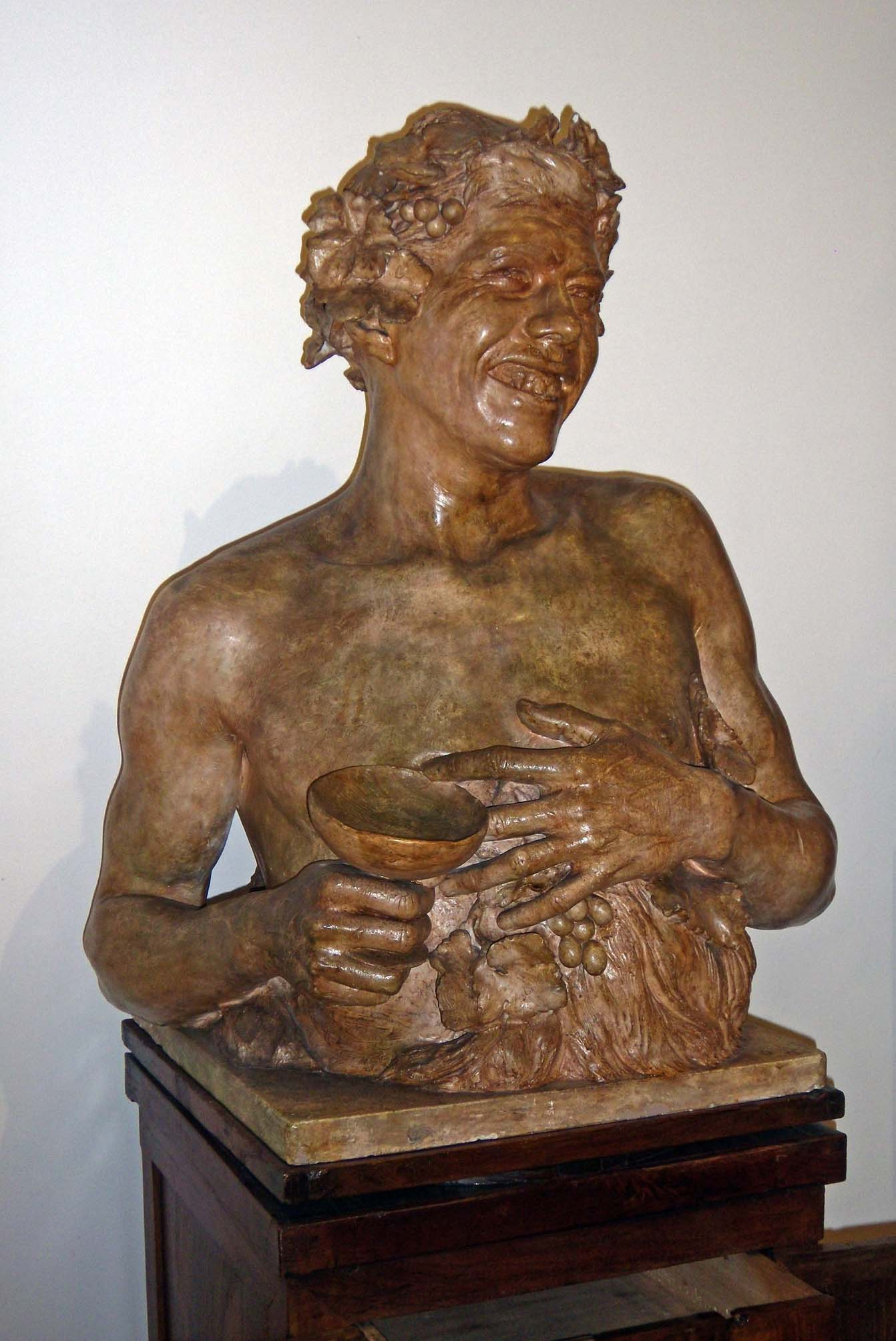
Baco, 1916
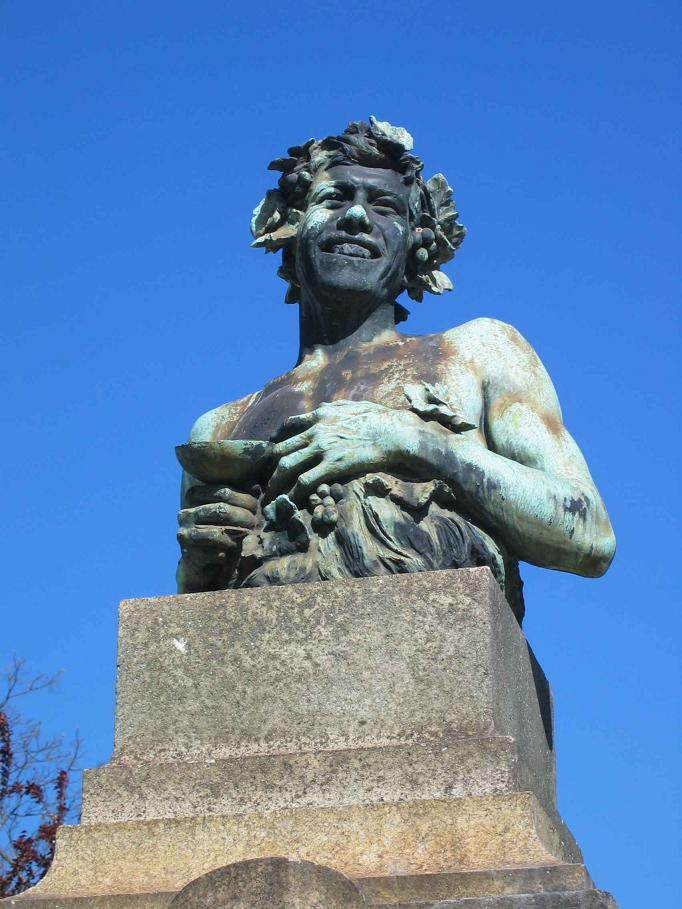
Baco, 1916, bronze (Praça da República, Porto)
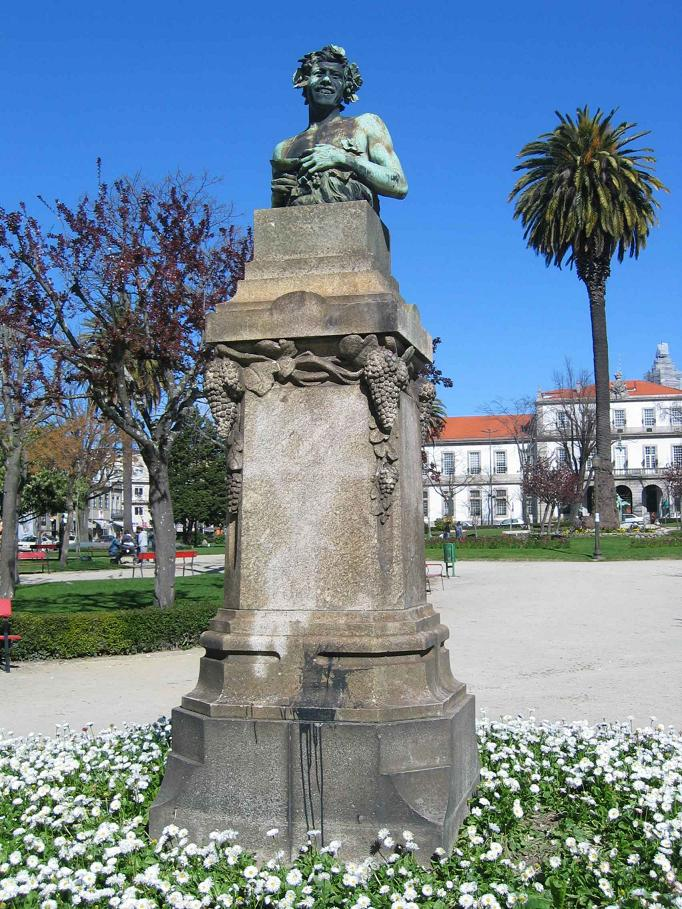
Baco, 1916, bronze (Praça da República, Porto)